# HK Kópavogur

Vereinslogo

Handknattleiksfélag Kópavogs (HK) ist ein Sportverein aus der Stadt Kópavogur in Island. Im Jahr 1969 wurde der Verein gegründet. Neben Fußball wird in diesem Verein auch Basketball, Handball, Tischtennis, Unihockey, Taekwondo und Volleyball betrieben. Im Jahre 2006 stieg die Fußballmannschaft erstmals in die höchste isländische Liga – die Landsbankadeild – auf. 2008 stieg man wieder in die 1. deild karla ab.
Die Männer-Handballmannschaft von HK Kópavogs gewann 2007 und 2012 die isländische Meisterschaft. Zu den bekanntesten Spielern gehört Einar Þorvarðarson.